# 알린 마르텔

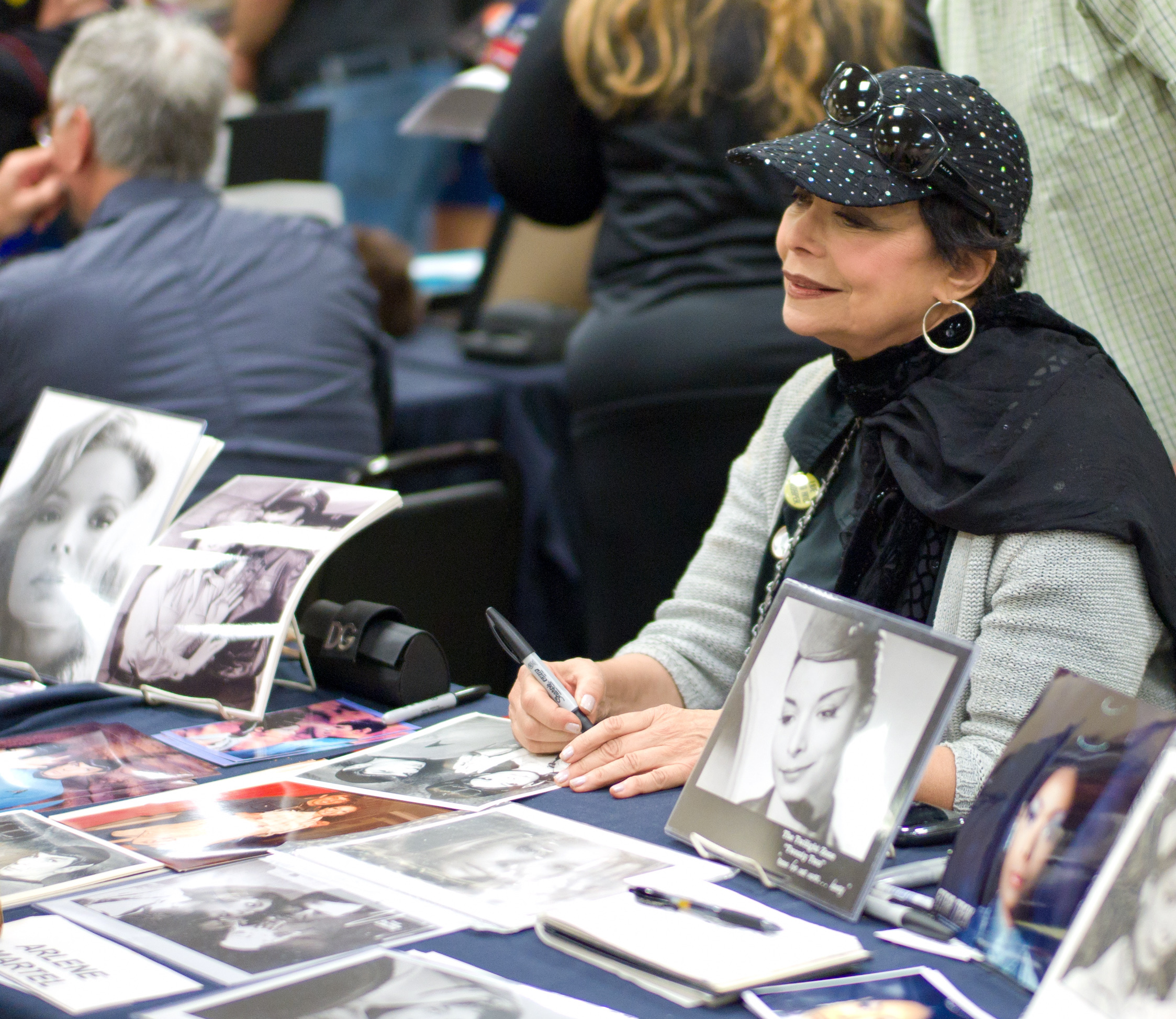

알린 마텔(Arlene Martel, 1936년 4월 14일 ~ 2014년 8월 12일)는 미국의 배우이다.
브롱크스에서 태어났으며 로스앤젤레스에서 사망하였다. 사인은 심근 경색이다.

## 출연 작품
- 매터 오브 패밀리 (2012년) - 소피아 역
- 워크 투 리멤버 (2002년) - 성가대 역
- 흡혈귀 졸탄 (1978년)
- 채터박스 (1977년)

### 텔레비전
- 더 영 앤 더 레스트리스 (1973년)
- 수사관 맥클라우드 (1970년)
- 호간의 영웅들 (1965년)
- 아내는 요술쟁이 (1964년)
- 추격 (1959년)
- 페리 메이슨 (1957년)